# Atlantic Theatre Company
Atlantic Theatre Company es un teatro neoyorkino, fuera del circuito de Broadway, sin fines de lucro. La compañía fue fundada en 1985 por David Mamet, William H. Macy y 30 de sus estudiantes de actuación de la Universidad de Nueva York, inspirados en los ejemplos históricos del Group Theatre y Stanislavski.
La compañía opera dos teatros en el barrio de Chelsea de Manhattan, en la ciudad de Nueva York. El primero es el Linda Gross Theatre, un escenario principal de 199 asientos, ubicado en el número 336 de la West 20th Street, entre las avenidas Octava y Novena, en el salón parroquial de la Iglesia Episcopal de San Pedro, construido en 1854 y renovado en 2012. El segundo es un teatro más pequeño con capacidad para 99 asientos, que está ubicado en el 330 de la West 16th Street, también entre las Avenidas Octava y Novena, en el antiguo edificio de la Autoridad Portuaria. En el segundo escenario, que se inauguró en junio de 2006, se desarrolla el programa de nuevas obras del Atlantic, que abarca el encargo de nuevas obras, lecturas, talleres y producciones completamente escenificadas.

## Escuela de actuación
La Atlantic Acting School funciona como conservatorio privado y como programa de pregrado, en conjunto con la Escuela de Artes Tisch de la Universidad de Nueva York .
La escuela se centra en la Estética Práctica, una filosofía y técnica de actuación que surgió de una serie de talleres de verano de la Universidad de Nueva York en Vermont en 1983 y 1984 con el dramaturgo David Mamet y el actor William H. Macy.